# Orthodoxes vieux-ritualistes russes (Coreligionnaires)
Les orthodoxes vieux-ritualistes, appelés aussi Coreligionnaires, Edinoverie sont des membres de l'Église orthodoxe russe utilisant le rite russe ancien (d'avant les réformes du patriarche Nikon). Il s'agit à l'origine, pour la plupart, d'anciens vieux-croyants qui ont (ré-)intégré l'Église orthodoxe russe à différentes périodes historiques.

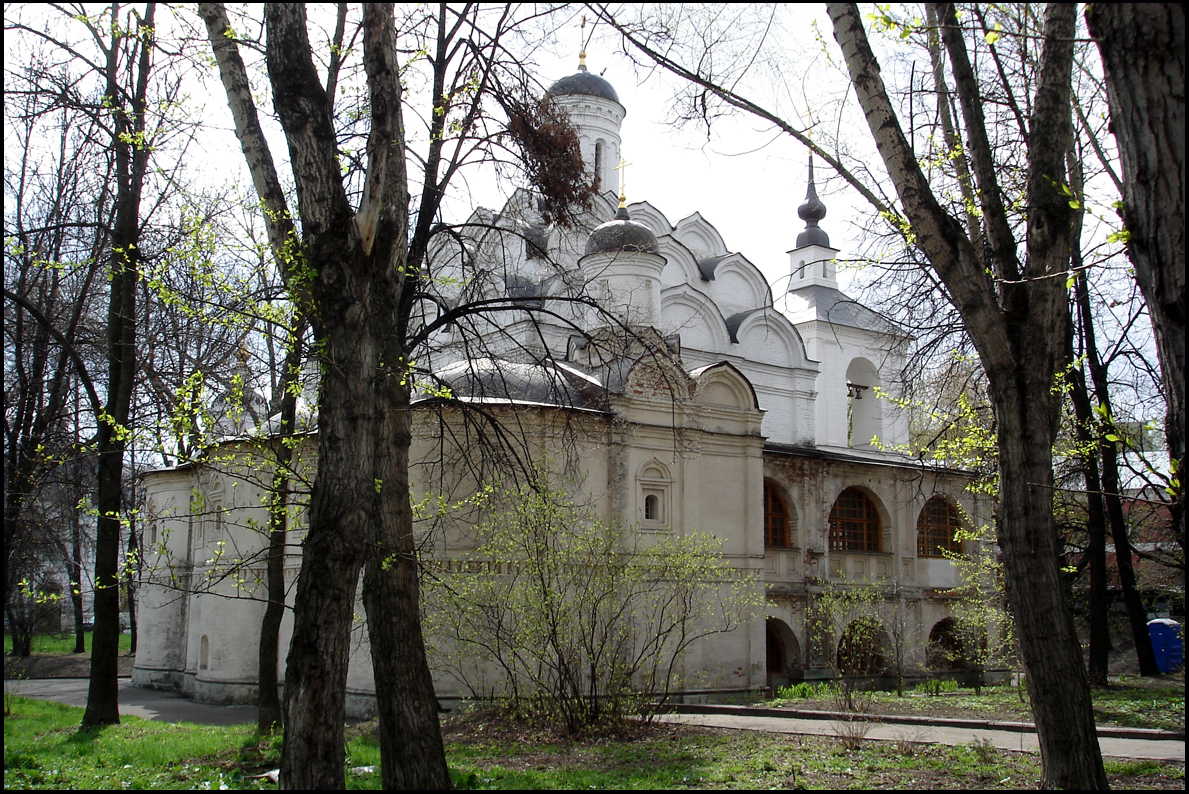
Église de l'Intercession-de-la-Vierge à Moscou, siège du Centre patriarcal de l'ancienne tradition liturgique russe.

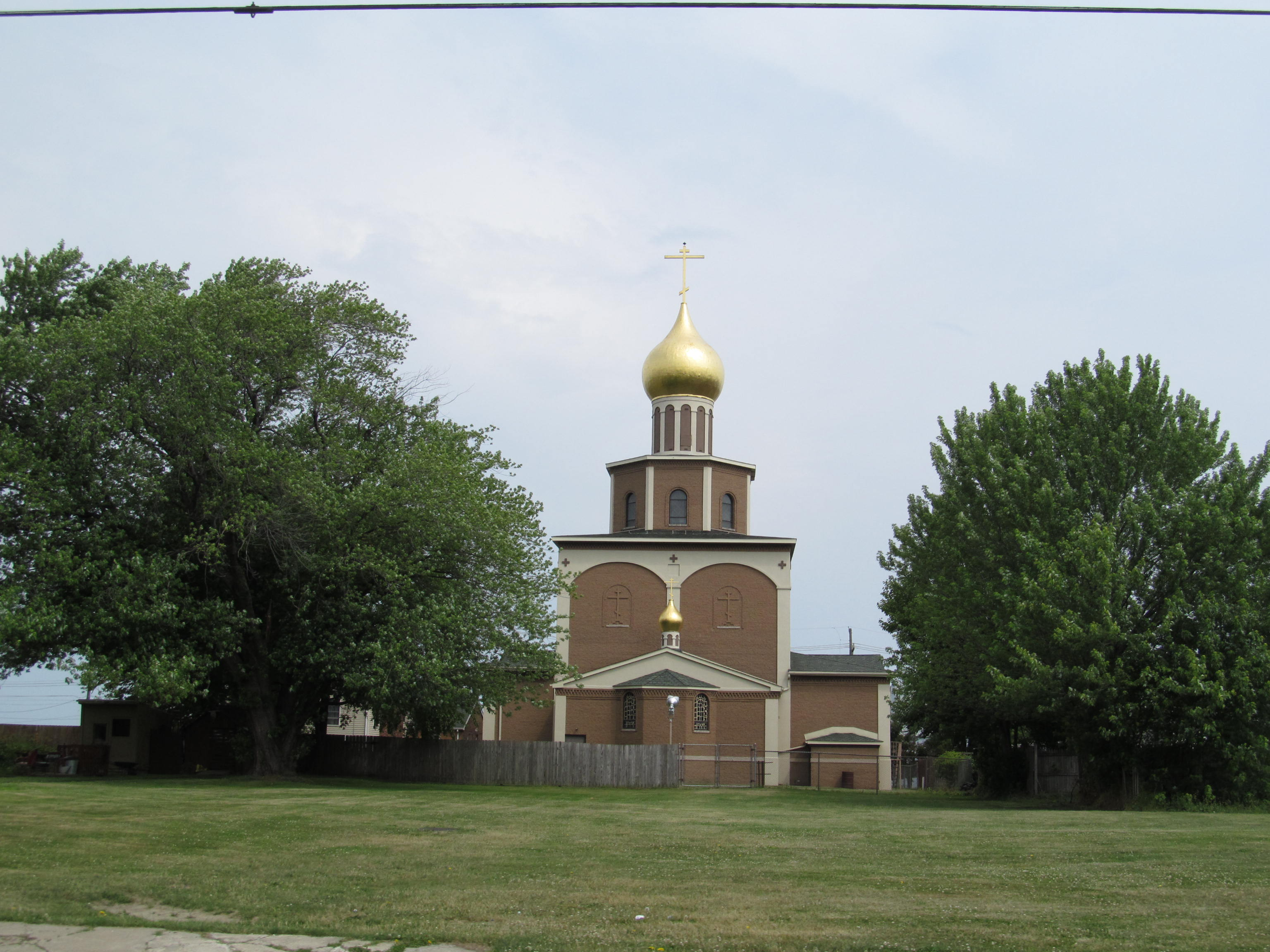
Église de la Nativité d'Érié (États-Unis) (ÉORHF).

## Dénominations
Plusieurs noms existent pour désigner les membres de ce courant de l'Église orthodoxe russe, reflétant parfois des points de vue différents : orthodoxes vieux-ritualistes, vieux-croyants orthodoxes, coreligionnaires, vieux-croyants unis, unicroyants.
Le courant lui-même est le plus souvent appelé « Unité » (единоверие, « edinoverie ») ou « Foi commune ».

## Histoire

### Empire russe
Le courant de l'Unité est organisé au sein de l'Église orthodoxe russe à partir de 1800 avec l'érection de plusieurs paroisses issues de communautés vieilles-croyantes, de manière plus ou moins volontaire, mais le plus souvent de manière contrainte et autoritaire.

### Union soviétique
L'Union des républiques socialistes soviétiques succède à l'Empire russe en 1922. Très vite, elle mène une politique anti-religieuse qui frappe toutes les communautés religieuses.
La plupart des paroisses orthodoxes vieilles-ritualistes disparaissent.

### Histoire récente
La Russie déclare sa souveraineté le 12 juin 1990 et l'URSS est dissoute officiellement le 31 décembre 1991.
L'Église orthodoxe russe et les vieux-croyants retrouvent la liberté religieuse.

## Point de vue de l'Église orthodoxe russe
Pour l'Église orthodoxe russe, l'Unité est une solution pour l'intégration des vieux-croyants en son sein, permettant ainsi de dépasser le schisme qui avait suivi les réformes du patriarche Nikon, et de retrouver l'unité de l'Église.
La pratique du rite russe ancien est aussi soutenu par un courant traditionaliste au sein de l'Église orthodoxe russe, qui veut renouer avec les usages anciens de l'Église russe contre les influences extérieures, grecques ou latines, reprenant ainsi une partie des arguments des vieux-croyants.

## Point de vue des vieux-croyants
Pour les vieux-croyants, l'Unité n'est pas la bonne réponse. Les désaccords ne portent pas seulement sur le rite. La validité et l'égalité des deux rites, ancien et nouveau (« nikonien »), affirmées par l'Église orthodoxe russe, ne sont pas acceptées par les vieux-croyants.

## Organisation

### Commission pour les paroisses des Vieux-croyants et les relations avec les Vieux-croyants

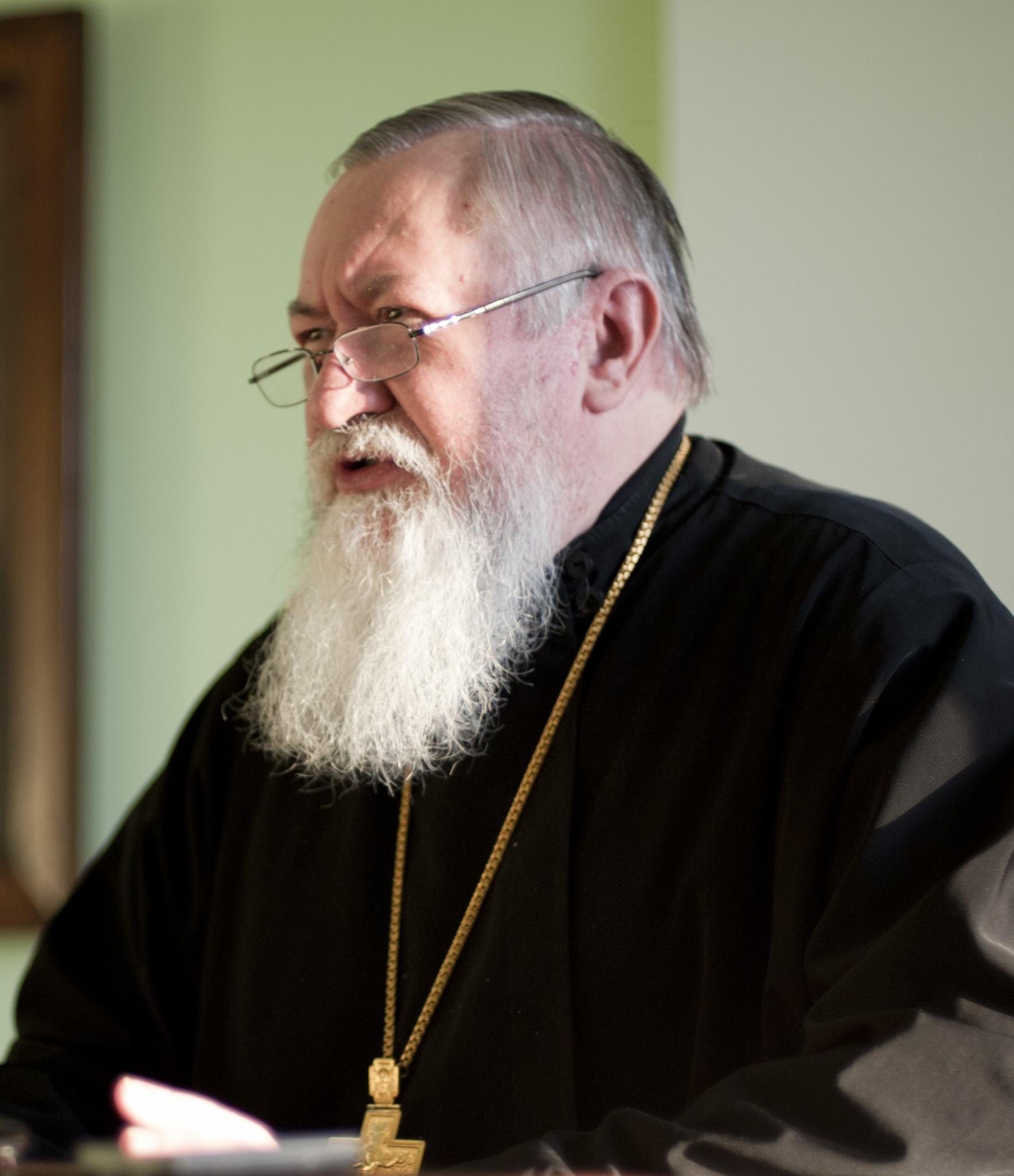
Ivan Mirolioubov, secrétaire de la Commission pour les paroisses des vieux-croyants et les relations avec les vieux-croyants et responsable du Centre patriarcal de l'ancienne tradition liturgique russe.

En 1999, l'Église orthodoxe russe a créé une Commission pour les paroisses des vieux-croyants et les relations avec les vieux-croyants (Комиссия по делам старообрядных приходов и по взаимодействию со старообрядчеством). Depuis 2005, le secrétaire de la Commission est Ivan Ivanovitch Mirolioubov, ancien Président du Conseil suprême de l'Église vieille-orthodoxe pomore de Lettonie et ancien recteur de l'école théologique de Riga, ordonné prêtre de l'Église orthodoxe russe à Moscou en 2007.

### Centre patriarcal de l'ancienne tradition liturgique russe
En 2009, l'Église orthodoxe russe a fondé le Centre patriarcal de l'ancienne tradition liturgique russe (Патриарший центр древнерусской богослужебной традиции) dirigé par le même Ivan Ivanovitch Mirolioubov.

### Paroisses vieilles-ritualistes
Il existe des paroisses vieilles-ritualistes dans plusieurs diocèses de l'Église orthodoxe russe en Russie, ainsi que dans plusieurs juridictions rattachées au Patriarcat de Moscou.

#### Russie
La paroisse d'Ivanovo a pour origine une communauté de l'Église orthodoxe vieille-ritualiste russe qui a rejoint l'Unité en 1991.
La paroisse de Gorbounovo (Nijni Taguil) a pour origine une communauté de la Confession des Chapelles qui a rejoint l'Unité en 1996.
La paroisse de Verkhni Taguil a pour origine une communauté de la Confession des Chapelles qui a rejoint l'Unité en 2007.

#### Biélorussie
La paroisse de Minsk a pour origine une communauté vieille-orthodoxe pomore qui a rejoint l'Unité en 2005.
La paroisse est rattachée à l'Église orthodoxe de Biélorussie.

#### Lettonie
La communauté vieille-ritualiste de la paroisse de la Transfiguration-du-Sauveur de Riga a pour origine une communauté vieille-orthodoxe pomore qui a rejoint l'Unité en 2002.
La paroisse est rattachée à l'Église orthodoxe de Lettonie.

#### États-Unis
La paroisse d'Érié a pour origine une communauté vieille-orthodoxe pomore fondée en 1916 qui a rejoint l'Église orthodoxe russe hors frontières. La décision a été prise en 1983 et confirmée le 9 janvier 1984 par un vote à 80 % pour l'union. Depuis 1980, l'anglais est partiellement utilisé. Une partie des fidèles n'est pas d'origine russe.
La paroisse est rattachée au diocèse de Caracas et d'Amérique du Sud de l'Église orthodoxe russe hors frontières.